# Artantica
| Críticas profissionais | Críticas profissionais |
| Avaliações da crítica  | Avaliações da crítica  |
| Fonte                  | Avaliação              |
| ---------------------- | ---------------------- |
| All Music Guide        | link                   |

Artantica é o quinto álbum de estúdio da banda de rap rock neerlandesa Urban Dance Squad. Foi lançado em 9 de maio de 2000, pela gravadora Virgin Records.

## Faixas
1. Step Off  (5:20)
2. Happy Go Fucked Up  (4:55)
3. Letter To Da Better  (4:45)
4. Bank Stock 6 Zeros  (4:44)
5. Hard-Headed Headstrong  (4:19)
6. Craftmatic Adjustable Girl  (4:16)
7. Fearless  (3:59)
8. Ghost Called Loneliness  (3:44)
9. Limousine  (4:00)
10. Artantica  (3:47)
11. Chain-Locked To Nowhere  (5:01)
12. Q & A's On An O.D.  (3:50)
13. Modern Woman (2:01)
14. Music Entertainment  (5:07)